# Girolamo da Carpi

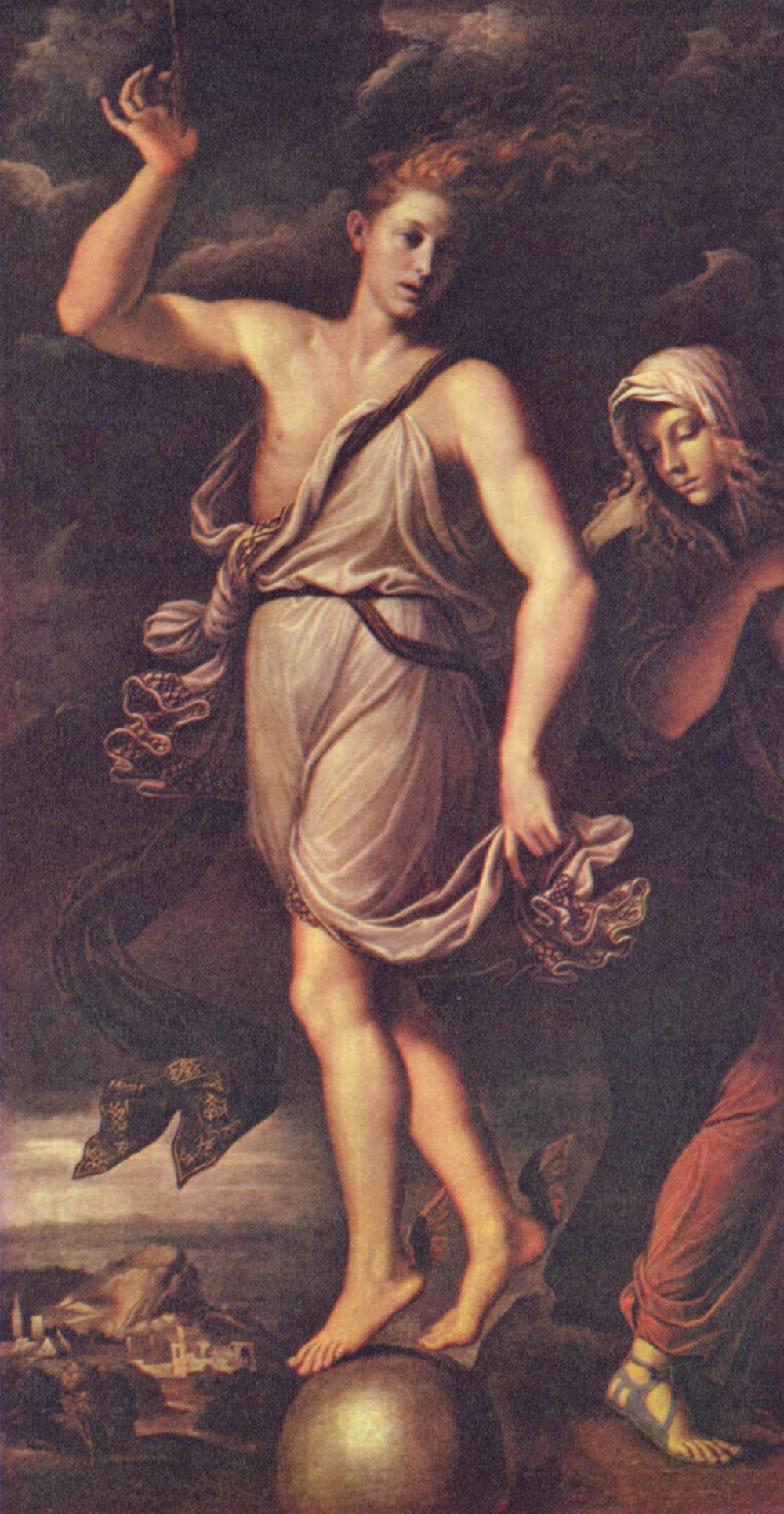
Oportunidad y Paciencia de Girolamo da Carpi (1541), en el Gemäldegalerie, Dresde.

Girolamo di Tommaso Sellari, más conocido como Girolamo Da Carpi (Ferrara, 1501 - Ferrara, 1 de agosto de 1556). Pintor italiano. Fue hijo de Tommaso, un pintor y decorador al servicio de la corte del Duque de Este, en Ferrara. 
Realizó su aprendizaje en el taller de Garofalo. Ya como artista independiente, comenzó a trabajar en su natal Ferrara, pero hacia 1525 le encontramos en Bolonia, decorando  la sacristía de San Michele in Bosco en colaboración con Biagio Pupini y Giovanni Borghese. Por la misma época pintó una tabla de altar con la Virgen entronizada con santos (Gemaldegalerie, Dresde, h. 1525) para San Biagio en Bolonia.
De vuelta a Ferrara colaboró con Dosso Dossi y Garofalo en diversos encargos de la familia Este. Girolamo se convirtió en el arquitecto del papa Julio III en 1550 y supervisó la remodelación del Palacio del Belvedere. Otra vez en Ferrara, le fue encargada la ampliación del Castello Estense.
Parece que antes de su estancia en Bolonia, recaló en Roma, donde pudo admirar el trabajo de Giulio Romano, que le marcó profundamente. Gracias a su influencia desarrolló un estilo suave, clasicista y dotado de un vigoroso colorido. Como retratista consiguió una elegancia típicamente manierista.

## Obras destacadas
- Frescos de la sacristía de San Michele in Bosco, Bolonia (1525)
- Virgen entronizada con santos (1525, Gemäldegalerie, Dresde)
- Adoración de los Reyes Magos (1531, San Martino, Bologna)
- Esponsales de Santa Catalina (1532-4, San Salvatore, Bologna)
- San Longino (1531)
- Pentecostés (San Francesco, Rovigo)
- Oportunidad (1541, Gemäldegalerie, Dresde)
- Paciencia (1541, Gemäldegalerie, Dresde)